# Jaime Humberto Hermosillo
Jaime Humberto Hermosillo Delgado (Aguascalientes, 22 de enero de 1942-Guadalajara, 13 de enero de 2020),  fue un guionista y cineasta mexicano, conocido por sus películas La pasión según Berenice, película por la que ganó el Premio Ariel a Mejor Dirección, La tarea, Doña Herlinda y su hijo y De noche vienes, Esmeralda. Su obra se enfocó en la familia de clase media, los prejuicios, la sexualidad y la ruptura del orden moral.

## Biografía y trayectoria
Originario de Aguascalientes, Aguascalientes. Cursó la carrera de contaduría privada, luego migró a Ciudad de México, donde estudió en el Centro Universitario de Estudios Cinematográficos (CUEC). Sus primeros cortos cinematográficos fueron Homesick, de 1964 y S. S. Glencairn de 1969. En estas primeras obras comenzó a analizar la conducta de los mexicanos a partir de su sexualidad, la familia y la moral.
Hermosillo fue profesor en la Escuela de Artes Audiovisuales de la Universidad de Guadalajara desde finales de la década de los 80, ciudad a la que se mudó debido a la crisis económica de la época. Dio cátedras en el CUEC, en el Centro de Capacitación Cinematográfica (CCC) y el Centro de Enseñanza Cinematográfica del Centro de Investigación y Estudios Cinematográficos de la Universidad de Guadalajara. Trabajó con Gabriel García Márquez en María de mi corazón, en 1979, y en El verano de la señora Forbes, en 1988.
Impulsó la Muestra de Cine Mexicano en Guadalajara en 1986, lo que después se convertiría en el Festival Internacional de Cine de Guadalajara.
Falleció a los 77 años el 13 de enero de 2020 en Guadalajara. 9 días antes de su 78.° cumpleaños.

### Primeros años en su natal Aguascalientes.
Jaime Humberto Hermosillo nació en la capital del estado de Aguascalientes y estudió en su ciudad natal Contaduría Privada en la Academia Comercial Llamas entre los años de 1954-1957. Para el año de 1959 se muda a vivir a la Ciudad de México, donde trabajó en el Fraccionamiento Lindavista como asistente de contador, durante doce años. Sin embargo, el vivir en una ciudad tan cosmopolita despierta su interés por las letras, la dramaturgia y el cine, por lo cual tiene la oportunidad de incorporarse a la revista “Cine Avance”, en la cual laboró durante tres meses como traductor de textos de “Screen Stores”.

### Primeros Años y su paso por el CUEC
Por esos años se funda el Centro Universitario de Estudios Cinematográficos (CUEC) en 1963 por el Departamento de Actividades Cinematográficas de la Dirección General de Difusión Cultural de la UNAM. Lo cual lo motiva a ingresar a la institución, al poco tiempo, sin embargo, decidió salirse de la universidad argumentando que no le agradaba la signatura de materias. Finalmente, decide en 1964 reingresar a la institución y además es cuando compra una cámara de dieciséis milímetros con la cual filma los cortos: Homesick (1965), inspirado en la novela El malentendido de Albert Camus, además, contó con la fotografía de Alberto Bojórquez, y la cinta no tiene sonido.
En 1967 filma el corto S.S. Glencairn, este trabajo se hizo acreedor al premio de la Diosa de Plata, al Mejor Corto de Ficción en el año de 1968. Asimismo, estos trabajos ya reflejaban su inquietud por temas que serían recurrentes a lo largo de su carrera cinematográfica, como son: la familia, la sexualidad, la ruptura moral, la hipocresía de la sociedad conservadora clasemediera y las debilidades y deseos ocultos de las personas.
Cabe señalar que, al tercer año de la carrera decidió desertar definitivamente de la universidad y comenzó a filmar por su cuenta además de, estrenarse como guionista. Entre estos trabajos filma un mediometraje que cosechó éxitos llamado Los Nuestros, donde su mamá, María Guadalupe Delgado, da vida a uno de los personajes y gana el premio a Mejor Actriz en los Premios “Tiempo de Cine” de Canal Once.

### PelículaLa verdadera Vocación de Magdalena
Para el año de 1971 filma su primera película de cine comercial llamada La verdadera vocación de Magdalena, donde tuvo la oportunidad de grabar la cinta en los Estudios América y de contar con imágenes documentales del “Festival Rock y Ruedas de Avándaro” y locaciones en la Ciudad de México. La película cuenta con las actuaciones de Angélica María, quien deseaba demostrar que era buena actriz después de haber protagonizado, en la década de los años sesenta, películas de comedia ligera y los llamados en ese tiempo “refritos” hoy remake.
En esta cinta retoma los personajes dominantes, en este caso la madre interpretada Carmen Montejo, quien ejerce un control total sobre su hija incluso estando casada, y una joven que desea quitarse el yugo familiar por medio de un matrimonio fallido que, a pesar de ello, la impulsa a la libertad en todos los aspectos. Este filme lo impulsó a que llegaran otras oportunidades de trabajo, sin embargo, en sus filmes siguió plasmando su crítica a la hipocresía de la sociedad mexicana que continuaba debatiéndose entre un México moderno y aquel que ya había quedado atrás.
Al respecto de estos cambios que suceden en el cine mexicano, que algunos lo consideran como una decadencia y otros como un cambio a un cine más realista y que retomaba la Vanguardia de la Nouvelle Vague.  El escritor e historiador Aurelio de los Reyes escribió al respecto que la crisis del modelo económico estabilizador que provocó inevitablemente una crisis en el cine a pesar de que, en el período de Luis Echeverría Álvarez, su hermano el actor Rodolfo Landa, que fue actor de la Época de Oro del Cine Mexicano, fue director de Cinematografía.

### PelículaEl Cumpleaños del Perroy el regreso a su terruño con la cintaLa Pasión según Berenice
Para el año de 1974 filma El Cumpleaños del Perro que es protagonizada por Héctor Bonilla, Jorge Martínez de Hoyos, Diana Bracho, Lina Montes, María Guadalupe Delgado, Miguel Ángel Ferriz Jr. y Delia Casanova. Esta cinta relata la vida en común que tienen un matrimonio joven y otro maduro, en la cual ambos hombres son sumamente misóginos y machistas, además que ambos no pueden evitar la atracción y tensión sexual que hay entre ellos, al extremo de llegar al homicidio. Este filme obtuvo en 1976 el premio a mejor coactuación femenina por parte de la legendaria actriz del cine mexicano Lina Montes, asimismo a la musicalización para Joaquín Gutiérrez Heras, en las Diosas de Plata.
La Pasión según Berenice del año de 1975 fue una cinta muy especial para el novel director pues regresó a su tierra natal a filmarla, donde fue su reencuentro de lugares emblemáticos para él, como la estación del tren, el restaurante Mitla, el cine Encantó y en el Parían los Bordados y Casa Roldán, además, se observa la Academia Comercial Llamas, donde el propio director estudió. Además, la posproducción se llevó a cabo en los famosos Estudios Churubusco Azteca. Esta cinta fue protagonizada por: Martha Navarro, Pedro Armendáriz Jr. y Ema Roldán.
La quietud en la capital de Aguascalientes a mediados de los setenta parece imperturbable. Su gente, que va y viene sin mayor sobresalto, es protagonista de una cotidianidad en la que reinan el sigilo y las apariencias, aunque también los rumores y las críticas. Las habladurías andan de boca en boca cuando los pobladores conviven en la iglesia, a la salida del cine, durante el paseo placero, en la estación del tren (hoy convertida en museo), o en la convivencia íntima al interior de los hogares. Sin embargo, este quisquilloso hábito apenas encrespa el humor de los habitantes.
Esta película ganó tres premios Ariel: Mejor Actriz, Mejor Película y Mejor Director, además de que motivó al joven director a seguir filmando y le siguió otra película más filmada en Aguascalientes llamada “Matinée”.

### Regreso a Aguascalientes yMatinée
En esta cinta que tituló Matinée vuelve a trabajar con Héctor Bonilla y además cuenta con las actuaciones de Manuel Ojeda y los niños Armando Martín Martínez y Rodolfo Chávez Martínez. La película narra la historia de dos niños que gustan de faltar a la escuela para ir a la matiné, sin embargo, en una ocasión quedan atrapados en el asalto de un camión de una mueblería en el cual viaja el padre de uno de ellos. Esta película muestra además la relación abiertamente homosexual y amorosa entre los protagonistas que son los asaltantes, siendo la primera vez en la que el cine mexicano muestra a los personajes gays sin ridiculizarlos y estigmatizarlos. Se puede decir que esta película tiene un final feliz aun cuando uno de los niños decide huir del hogar.

### Naufragio de 1977
Su siguiente filme fue Naufragio de 1977, protagonizado por: José Alonso, María Rojo y Ana Ofelia Murguía, inspirado en el relato corto “Mañana” de Joseph Conrad.  Esta historia cuenta la relación de amistad y compañerismo de dos mujeres que trabajan en una oficina gubernamental y donde la mayor, recuerda con nostalgia a su hijo quien años atrás se enlistó en la marina y no ha regresado. El guion corrió a cargo del propio director y de José de la Colina además fue financiada por Conacite y Dasa Films. Esta es una cinta galardonada en los Premios Ariel a: Mejor Película, Dirección, Guion, Mejor Actriz compartido por María Rojo y Ana Ofelia Murguía y Música de Fondo para Joaquín Gutiérrez Heras.

### Las Apariencias engañan
La película “Las Apariencias Engañan” también tuvo locaciones en su ciudad natal, sin embargo, al tratarse de un proyecto independiente tardó cinco años en estrenarse por problemas de presupuesto. Esta cinta es catalogada por algunos críticos como polémica para su época, pues narra la historia desde un tema recurrente que es la ausencia en este caso de un hijo homosexual, se toca el tema del travestismo, que en ese momento fue abordado también por Arturo Ripstein en su película “El lugar sin límites” con su personaje de La Manuela. Este trabajo fue galardonado en 1984 con los premios Ariel a: Mejor Guion Cinematográfico para Jaime Humberto Hermosillo y Ambientación para Lucero Isaac.

### Amor Libre
Su siguiente cinta fue Amor Libre con guion de Francisco Sánchez y donde Hermosillo da cuenta de ese México diferente que durante mucho tiempo se trató de acallar. Esta cinta estuvo protagonizada por: Alma Muriel y Julissa y relata la vida de dos jóvenes trabajadoras que comparten un pequeño departamento en una azotea y tienen una visión más abierta sobre el amor. Se trata de una película que explora las complejidades de las relaciones amorosas y la búsqueda de la identidad personal. La trama se centra en un grupo de amigos que experimentan con los límites del amor y la amistad, desafiando las normas sociales de la época.

### María de mi corazóncon un guion de Gabriel García Márquez
En 1979 filma María de mi corazón, con un guion de Gabriel García Márquez con quien había tomado la cátedra de guiones en el CUEC, este libreto está basado en un cuento del libro “Doce Cuentos Peregrinos” llamado “Solo vine a hablar por teléfono”. Este sería el reencuentro del director con quien sería una de sus actrices fetiche María Rojo y con quien haría mancuerna para sus películas más emblemáticas.  La producción estuvo a cargo de la Universidad Veracruzana y contaron con la participación de actores independientes del SAI (Sindicato de Actores Independientes).

### Entre la polémica y la censura de los años ochenta
Esta película causó polémica y escozor, a pesar de las promesas de no "enlatar" fue prohibida durante seis años por la Secretaría de Gobernación durante el sexenio del presidente José López Portillo por una polémica ocasionada supuestamente por la similitud del personaje femenino interpretado por María Rojo con la esposa del expresidente Luis Echeverría Álvarez, la señora María Esther Zuno. Pues el personaje tiene un destino cruel lleno de malentendidos que la hacen caer en un neuropsiquiátrico y su pareja piensa que de verdad esta trastornada por lo cual, la abandona cruelmente a su suerte.
En el primer día de su exhibición, la Asociación Nacional de Actores intervino para que no se transmitiera María de mi corazón ya que no pertenecía a ese sindicato. Hermosillo y García Márquez recurrieron al recién formado Sindicato de Actores Independientes para conseguir el elenco del proyecto independiente. Después, Gobernación encontró  parecido entre el personaje de María Rojo y la entonces primera dama de México, María Esther Zuno, esposa de Echeverría Álvarez. Se prohibió.  Luego, el filme llegó a las salas mexicanas; pero las funciones fueron saboteadas.  Así que Hermosillo decidió guardar los negativos originales en la Cinemateca Mexicana del Instituto Nacional de Antropología e Historia (INAH), y en 2009 el director le pidió a esa institución que le entregara dichos negativos a la Cineteca Nacional, sólo para darse cuenta de que dos rollos se habían extraviado. Por fortuna, el año pasado se recuperó en el laboratorio de restauración digital de la Cineteca Nacional.

### La crisis del cine en los años ochenta
Con la crisis por la implementación de un nuevo sistema económico que fue la entrada del neoliberalismo al país, la industria cinematográfica entró en una vorágine y crisis no solamente económica también en un estancamiento a nivel de producción cinematográfica. Desafortunadamente esto afecto a los directores y muchos de ellos tuvieron que dedicarse al cine independiente buscando patrocinadores y empresarios que desearan invertir en nuevos proyectos.
La crisis neoliberal y las nuevas formas de consumo del cine mexicano. El sistema de exhibición es seriamente afectado por la irrupción del video y de otras formas alternativas de consumo cinematográfico, cable y antenas parabólicas. La legalización del video y la incesante alza de los precios de taquilla, significan prácticamente la expulsión de las masas populares del espectáculo fílmico, que se refugian en la programación rutinaria de la televisión o en la renta legal o ilegal de video. Es para explotar este nicho, surge el llamado videohome, videograbaciones rutinarias, rápidas y extremadamente baratas de amplia distribución en el mercado estadounidense y mexicano de videoclubes.

### La mudanza a Guadalajara Jalisco
Esta crisis que menciona Aurelio de los Reyes afectó a Jaime Humberto Hermosillo, lo cual lo motiva a mudarse en 1981, a vivir a la ciudad de Guadalajara en el estado de Jalisco, en dónde funda en el año de 1985 junto con Anne-Mary Mier, el Centro de Cine y Crítica de Occidente. Un año más tarde en 1986 junto con Emilio García Riera, Guillermo del Toro, Anne-Mary Mier y él, fundan la Muestra de Cine Mexicano de Guadalajara y su primera edición se realizó el 10 de marzo de 1986 y en 2005 cambió su nombre por el Festival Internacional de Cine de Guadalajara (FICG).
La siguiente película del director es "Doña Herlinda y su hijo" que regresa a la incertidumbre y miedo por mostrar la verdadera orientación sexual de las personas ante la familia y la sociedad. Basada en el libro de Jorge López Páez, narra la relación homosexual entre el hijo de Doña Herlinda interpretada por la madre del propio Guillermo del Toro, Guadalupe Gómez del Toro, quien tiene una frase demoledora y resume la historia: “Rodolfo nació zurdo, pero le enseñé también a usar la mano derecha y lo volví ambidiestro”. Con esta afirmación vive Rodolfo con su novio Ramón, aun cuando está casado y con un hijo, y viven en la casa de su mamá, todos felices.

## Filmografía
| Año  | Título                             | Notas                                                  |
| ---- | ---------------------------------- | ------------------------------------------------------ |
| 2018 | Crimen por Omisión                 |                                                        |
| 2010 | Juventud                           |                                                        |
| 2006 | El mal logrado amor de Sebastián   | Basada en la novela Agapi Mu de Luis González de Alba. |
| 2005 | Amor                               |                                                        |
| 2005 | Rencor                             |                                                        |
| 2005 | Dos auroras                        |                                                        |
| 2004 | El misterio de los almendros       |                                                        |
| 2003 | El Edén                            |                                                        |
| 2003 | Ausencia                           |                                                        |
| 2002 | eXXXorcismos                       |                                                        |
| 2000 | Escrito en el cuerpo de la noche   |                                                        |
| 2000 | La calle de las novias             |                                                        |
| 1997 | De noche vienes, Esmeralda         |                                                        |
| 1996 | Danish Girls Show Everything       | Segmento "Why don't we?"/"¿Por qué nosotros no?"       |
| 1993 | Encuentro inesperado               |                                                        |
| 1992 | La tarea prohibida                 |                                                        |
| 1990 | La tarea                           |                                                        |
| 1989 | El aprendiz de pornógrafo          |                                                        |
| 1989 | Intimidades de un cuarto de baño   |                                                        |
| 1989 | Un momento de ira                  |                                                        |
| 1989 | El verano de la señora Forbes      |                                                        |
| 1988 | Amores difíciles                   | Serie de televisión; 1 episodio                        |
| 1987 | Clandestino destino                |                                                        |
| 1984 | Doña Herlinda y su hijo            |                                                        |
| 1983 | El corazón de la noche             |                                                        |
| 1983 | Las apariencias engañan            |                                                        |
| 1982 | Confidencias                       |                                                        |
| 1979 | María de mi corazón                |                                                        |
| 1978 | Amor libre                         |                                                        |
| 1978 | Idilio                             | Cortometraje                                           |
| 1977 | Naufragio                          |                                                        |
| 1976 | Matinée                            |                                                        |
| 1975 | Antes del desayuno                 |                                                        |
| 1975 | La pasión según Berenice           |                                                        |
| 1974 | El cumpleaños del perro            |                                                        |
| 1972 | El señor de Osanto                 |                                                        |
| 1971 | La verdadera vocación de Magdalena |                                                        |
| 1969 | Los nuestros                       |                                                        |
| 1969 | S. S. Glencairn                    | Cortometraje                                           |
| 1965 | Homesick                           | Cortometraje                                           |

## Premios y reconocimientos
Hermosillo recibió la Medalla Salvador Toscano al Mérito Cinematográfico en 2012, otorgada por la Cineteca Nacional, la Fundación Carmen Toscano y la Academia Mexicana de Artes y Ciencias Cinematográficas por su trayectoria en la industria cinematográfica y como homenaje a su labor.
| Año  | Categoría                            | Película                         | Resultado | Nota                            |
| ---- | ------------------------------------ | -------------------------------- | --------- | ------------------------------- |
| 2003 | Mejor Dirección                      | eXXXorcismos                     | Nominado  |                                 |
| 2003 | Mejor Guion Cinematográfico Original | eXXXorcismos                     | Nominado  |                                 |
| 2001 | Mejor Guion Cinematográfico Adaptado | Escrito en el cuerpo de la noche | Nominado  |                                 |
| 1998 | Mejor Dirección                      | De noche vienes, Esmeralda       | Nominado  |                                 |
| 1998 | Mejor Guion Cinematográfico          |                                  | Ganador   |                                 |
| 1985 | Mejor Guion Cinematográfico          | Doña Herlinda y su hijo          | Nominado  |                                 |
| 1984 | Mejor Guion Cinematográfico          | Las apariencias engañan          | Ganador   |                                 |
| 1984 | Mejor Guion Cinematográfico          | El corazón de la noche           | Nominado  |                                 |
| 1979 | Mejor Dirección                      | Amor Libre                       | Nominado  |                                 |
| 1978 | Mejor Película                       | Naufragio                        | Ganador   | Empate con El lugar sin límites |
| 1978 | Mejor Dirección                      | Naufragio                        | Ganador   |                                 |
| 1978 | Mejor Guion Cinematográfico          | Naufragio                        | Ganador   |                                 |
| 1977 | Mejor Película                       | La pasión según Berenice         | Ganador   |                                 |
| 1977 | Mejor Dirección                      | La pasión según Berenice         | Ganador   |                                 |
| 1977 | Mejor Argumento Original             | La pasión según Berenice         | Nominado  |                                 |
| 1977 | Mejor Guion Cinematográfico          | La pasión según Berenice         | Nominado  |                                 |